# اورانیل

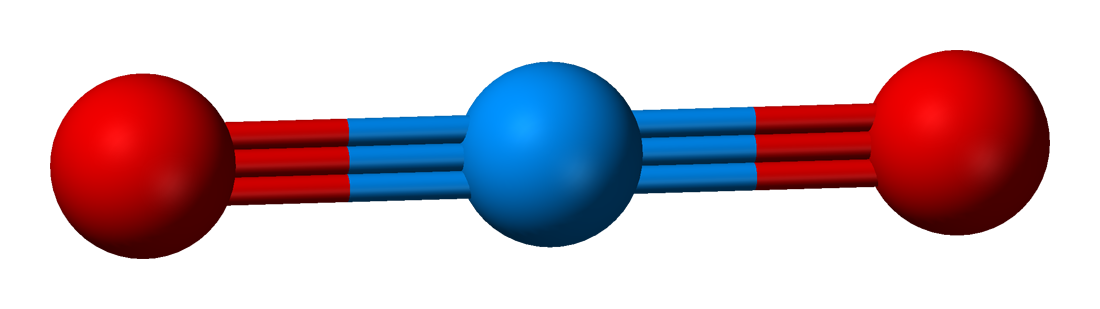
مدل گلوله و میله UO_{2}^{2+}

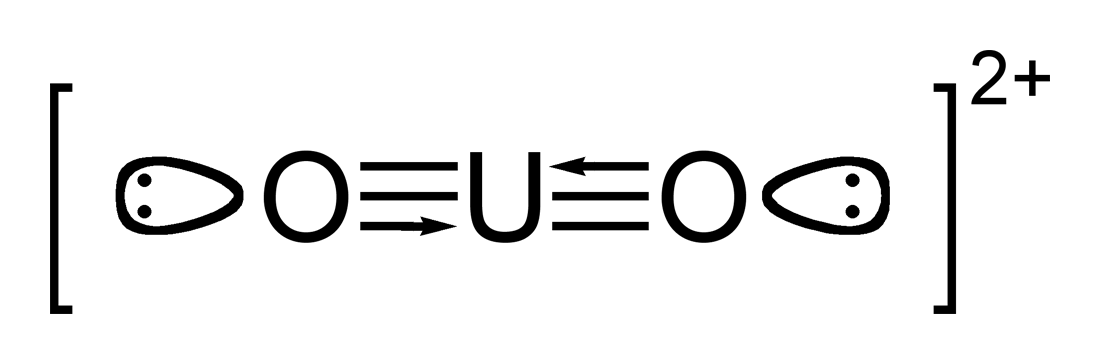
نمایشی از یون اورانیل که پیوند سه گانه U-O را نشان می دهد

یون اورانیل یک اوکسی‌کاتیون از اورانیوم در حالت اکسایش 6+، با فرمول شیمیایی UO2+
2 است. این کاتیون ساختار خطی با پیوندهای کوتاه U-O دارد که نشانگر وجود پیوندهای چندگانه بین اورانیوم و اکسیژن است. یون اورانیل کمپلکس‌های زیادی تشکیل می دهد ، به ویژه با لیگاند هایی که دارای دهنده اتم اکسیژن هستند. کمپلکس‌های اورانیل در استخراج اورانیوم از سنگ معدن آن و در بازیافت سوخت هسته‌ای از اهمیت بالایی برخوردار است. 

## کاربردها
از نمک های اورانیل برای رنگ آمیزی نمونه ها در مطالعات الکترونی و میکروسکوپ الکترومغناطیسی دی‌ان‌ای استفاده می شود.

## مسائل بهداشتی و زیست محیطی
نمکهای اورانیل سمی هستند و می توانند باعث بیماری مزمن کلیوی و نکروز حاد توبولار شوند . اندام های هدف شامل کلیه ها، کبد، ریه ها و مغز هستند. تجمع یون اورانیل در بافت ها از جمله گونوسیت‌ها اختلالات مادرزادی ایجاد می کند، و در گلبول های سفید باعث آسیب سیستم ایمنی می شود. همچنین ترکیبات اورانیل  نوروتوکسین محسوب می شوند. آلودگی یون اورانیل در اورانیوم ضعیف‌شده یافت می شود.